# Komenda Rejonu Uzupełnień Sanok

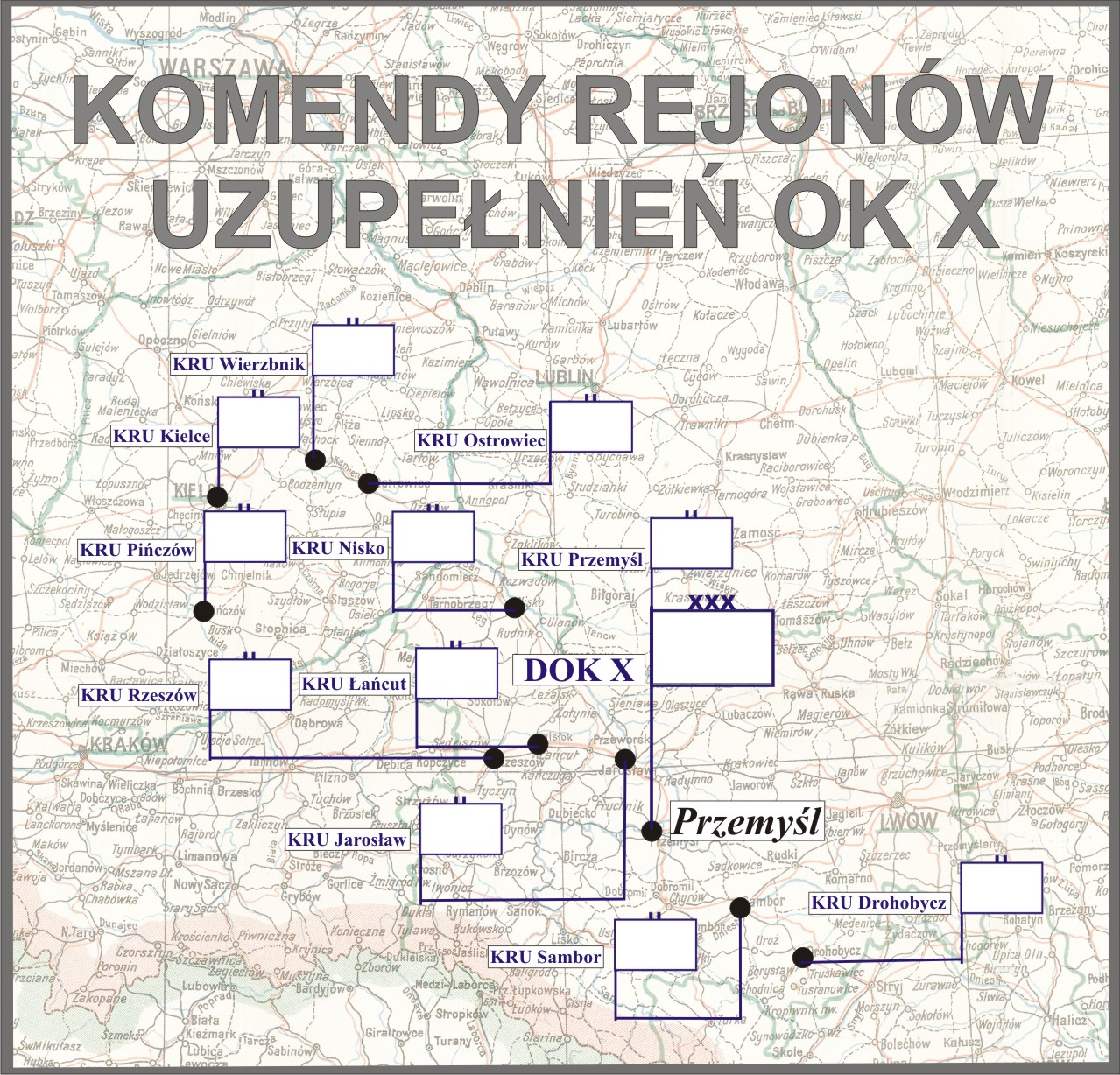
Komendy rejonów uzupełnień OK X

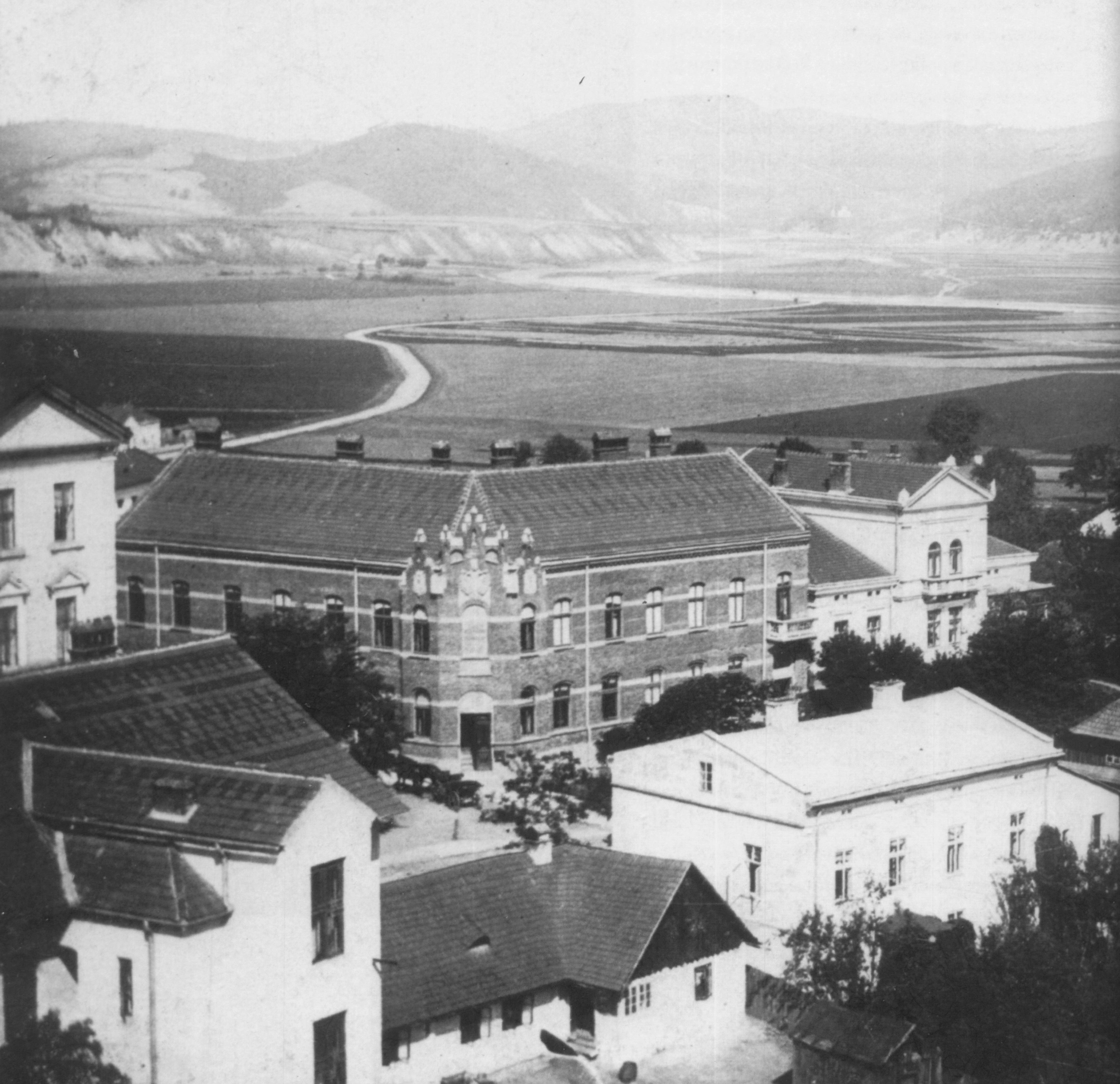
Budynek przy ul. Jana III Sobieskiego 9 – na drugim planie po prawej stronie (widok sprzed 1944)

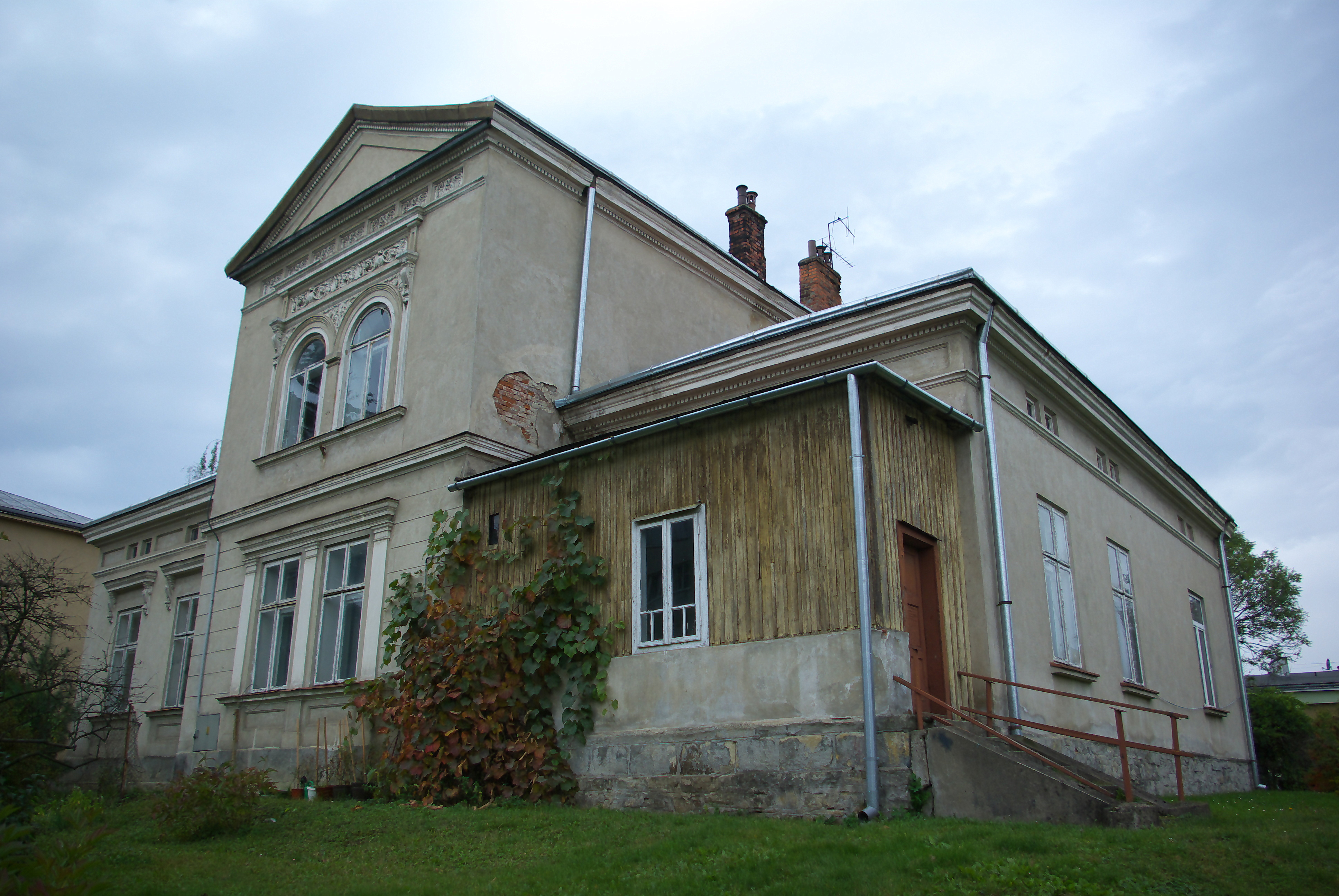
Budynek przy ul. Jana III Sobieskiego 9 (stan w 2012)

Komenda Rejonu Uzupełnień Sanok (KRU Sanok) – organ wojskowy właściwy w sprawach uzupełnień Sił Zbrojnych II Rzeczypospolitej i administracji rezerw w powierzonym mu rejonie.

## Historia komendy
24 maja 1919 roku, w związku z rozkazem ministra spraw wojskowych o terytorialnym kompletowaniu pułków piechoty w Galicji, została ustanowiona Powiatowa Komenda Uzupełnień w Sanoku dla 2 Pułku Strzelców Podhalańskich. Komenda obejmowała swoją właściwością powiaty: sanocki, krośnieński i liski. Została podporządkowana Okręgowej Komendzie Uzupełnień w Krakowie. Organizacja komendy miała być przeprowadzona do 10 czerwca 1919 roku. Jednocześnie minister nakazał czasowo „zwinąć działalność” Powiatowej Komendy Uzupełnień w Cieszynie. 12 czerwca 1919 roku minister spraw wojskowych ustanowił dotychczasową obsadę PKU Cieszyn jako obsadę PKU Sanok.
W czerwcu 1921 roku PKU 2 psp była podporządkowana Dowództwu Okręgu Generalnego „Kraków” i obejmowała swoją właściwością powiaty: krośnieński, liski i sanocki.
Z dniem 1 czerwca 1922 roku została zlikwidowana gospoda inwalidzka przy PKU Sanok.
Oficer instrukcyjny przy PKU kpt. Stefan Tadeusz Halski pełnił równocześnie obowiązki komendanta Oddziału Związku Strzeleckiego w Sanoku, który latem 1922 roku liczył 30 czynnych członków i zakończył szkolenie rekruckie, a ochotnicy po ukończeniu szkolenia podstawowego mieli prawo zgłoszenia na kurs podoficerski.
18 listopada 1924 roku weszła w życie ustawa z dnia 23 maja 1924 roku o powszechnym obowiązku służby wojskowej, a 15 kwietnia 1925 roku rozporządzenie wykonawcze ministra spraw wojskowych do tejże ustawy, wydane 21 marca tego roku wspólnie z ministrami: spraw wewnętrznych, zagranicznych, sprawiedliwości, skarbu, kolei, wyznań religijnych i oświecenia publicznego, rolnictwa i dóbr państwowych oraz przemysłu i handlu. Wydanie obu aktów prawnych wiązało się z przejęciem przez władze cywilne (administracji I instancji) większości zadań związanych z przygotowaniem i przeprowadzeniem poboru. Przekazanie większości zadań władzom cywilnym umożliwiło organom służby poborowej zajęcie się wyłącznie racjonalnym rozdziałem rekruta oraz ewidencją i administracją rezerw. Do tych zadań dostosowana została organizacja wewnętrzna powiatowych komend uzupełnień i ich składy osobowe. Poszczególne komendy różniły się między sobą składem osobowym w zależności od wielkości administrowanego terenu.
Zadania i nowa organizacja PKU określone zostały w wydanej 27 maja 1925 roku instrukcji organizacyjnej służby poborowej na stopie pokojowej. W skład PKU Jasło w Sanoku wchodziły trzy referaty: I) referat administracji rezerw, II) referat poborowy i referat inwalidzki. Nowa organizacja i obsada służby poborowej na stopie pokojowej według stanów osobowych L. O. I. Szt. Gen. 3477/Org. 25 została ogłoszona 4 lutego 1926 roku. Z tą chwilą zniesione zostały stanowiska oficerów ewidencyjnych.
12 marca 1926 roku została ogłoszona obsada personalna Przysposobienia Wojskowego, zatwierdzona rozkazem Dep. I L. 6000/26 przez pełniącego obowiązki szefa Sztabu Generalnego gen. dyw. Edmunda Kesslera, w imieniu ministra spraw wojskowych. Zgodnie z nową organizacją pokojową Przysposobienia Wojskowego zostały zlikwidowane stanowiska oficerów instrukcyjnych przy PKU, a w ich miejsce utworzone rozkazem Oddz. I Szt. Gen. L. 7600/Org. 25 stanowiska oficerów przysposobienia wojskowego w pułkach piechoty.
Od 1926 roku, obok ustawy o powszechnym obowiązku służby wojskowej i rozporządzeń wykonawczych do niej, działalność PKU Jasło w Sanoku normowała „Tymczasowa instrukcja służbowa dla PKU”, wprowadzona do użytku rozkazem MSWojsk. Dep. Piech. L. 100/26 Pob.
1 października 1927 roku minister spraw wojskowych zmienił dotychczasową nazwę „PKU Jasło w Sanoku” na „PKU Sanok” oraz zmienił skład jej okręgu poborowego. Powiat strzyżowski został włączony do PKU Rzeszów, a powiat jasielski do nowo powstałej PKU Jasło, natomiast powiat liski został wyłączony z PKU Sambor i włączony do PKU Sanok.
W marcu 1930 roku PKU Sanok podlegała Dowództwu Okręgu Korpusu Nr X i administrowała powiatami: sanockim, krośnieńskim i liskim. W grudniu tego roku komenda posiadała skład osobowy typ I. W następnym roku nazwa powiatu liskiego została zmieniona na leski.
31 lipca 1931 roku gen. dyw. Kazimierz Fabrycy, w zastępstwie ministra spraw wojskowych, rozkazem B. Og. Org. 4031 Org. wprowadził zmiany w organizacji służby poborowej na stopie pokojowej. Zmiany te polegały między innymi na zamianie stanowisk oficerów administracji w PKU na stanowiska oficerów broni (piechoty) oraz zmniejszeniu składu osobowego PKU typ I–IV o jednego oficera i zwiększeniu o jednego urzędnika II kategorii. Liczba szeregowych zawodowych i niezawodowych oraz urzędników III kategorii i niższych funkcjonariuszy pozostała bez zmian.
W marcu 1933 roku pracownicy PKU Sanok (oficerowie, podoficerowie zawodowi i urzędnicy cywilni) złożyli kwotę 25 zł na Polskie Towarzystwo Opieki nad Sierotami po Poległych Wojskowych, zamiast wieńca na trumnę śp. gen. bryg. Stanisława Zosik-Tessaro.
Z dniem 1 grudnia 1934 roku minister spraw wojskowych wyłączył powiat brzozowski z PKU Przemyśl i przyłączył do PKU Sanok.
1 lipca 1938 roku weszła w życie nowa organizacja służby uzupełnień, zgodnie z którą dotychczasowa PKU Sanok została przemianowana na Komendę Rejonu Uzupełnień Sanok przy czym nazwa ta zaczęła obowiązywać 1 września 1938 roku, z chwilą wejścia w życie ustawy z dnia 9 kwietnia 1938 roku o powszechnym obowiązku wojskowym. Obok wspomnianej ustawy i rozporządzeń wykonawczych do niej, działalność KRU Sanok normowały przepisy służbowe MSWojsk. D.D.O. L. 500/Org. Tjn. Organizacja służby uzupełnień na stopie pokojowej z 13 czerwca 1938 roku. Zgodnie z tymi przepisami komenda rejonu uzupełnień była organem wykonawczym służby uzupełnień .
Komendant rejonu uzupełnień w sprawach dotyczących uzupełnień Sił Zbrojnych i administracji rezerw podlegał bezpośrednio dowódcy Okręgu Korpusu Nr X, który był okręgowym organem kierowniczym służby uzupełnień.
Rejon uzupełnień nie uległ zmianie i nadal obejmował powiaty: sanocki, krośnieński, leski i brzozowski.
Do 1939 Komenda Rejonu Uzupełnień Sanok mieściła się pod adresem ulicy Jana III Sobieskiego 9.

## Obsada personalna
Poniżej przedstawiono wykaz oficerów zajmujących stanowisko komendanta Powiatowej Komendy Uzupełnień i komendanta rejonu uzupełnień oraz wykaz osób funkcyjnych (oficerów i urzędników wojskowych) pełniących służbę w PKU Jasło w Sanoku oraz PKU i KRU Sanok, z uwzględnieniem najważniejszych zmian organizacyjnych przeprowadzonych w 1926 i 1938 roku.
| Komendanci                             | Komendanci              | Komendanci                           |
| -------------------------------------- | ----------------------- | ------------------------------------ |
| Stopień, imię i nazwisko               | Okres pełnienia funkcji | kolejne stanowisko (dalsze losy)     |
| ppłk Wiktor Henzell                    | 12 VI – 15 VII 1919     | komendant PKU Suwałki                |
| płk Emil Schwanda                      | od 15 VII 1919          |                                      |
| mjr / ppłk piech. Aleksander Fuglewicz | 1922 – II 1927          | stan spoczynku z dniem 30 IV 1927    |
| mjr piech. Zygmunt Kazimierz Bałka     | III 1927 – III 1929     | dyspozycja dowódcy OK X              |
| ppłk piech. Czesław Szpakowski         | III 1929 – 1 VI 1931    | stan spoczynku z dniem 31 lipca 1931 |
| mjr piech. Stanisław Brych             | 1 VI 1931 – †7 VI 1933  |                                      |
| ppłk piech. Józef Zych                 | VI 1933 – 31 VIII 1935  | stan spoczynku                       |
| mjr piech. Marian Franciszek Kowalski  | VIII 1935 – ?           | komendant KRU Radom                  |
| mjr piech. Kazimierz Maria Podoski     | był w III 1939          | † 1940 ULK                           |

| Obsada pozostałych stanowisk funkcyjnych PKU w czerwcu 1919 roku               | Obsada pozostałych stanowisk funkcyjnych PKU w czerwcu 1919 roku | Obsada pozostałych stanowisk funkcyjnych PKU w czerwcu 1919 roku | Obsada pozostałych stanowisk funkcyjnych PKU w czerwcu 1919 roku |
| ------------------------------------------------------------------------------ | ---------------------------------------------------------------- | ---------------------------------------------------------------- | ---------------------------------------------------------------- |
| zastępca komendanta                                                            | mjr Konstanty Marian Laskowski                                   |                                                                  | w 1923 był już w stanie spoczynku                                |
| naczelnik kancelarii                                                           | kpt. Zygmunt Dobrowolski                                         |                                                                  |                                                                  |
| oficer gospodarczy                                                             | urzędnik wojsk. Stanisław Kwiatkowski                            |                                                                  |                                                                  |
| Obsada pozostałych stanowisk funkcyjnych PKU Jasło w Sanoku w latach 1921–1925 |                                                                  |                                                                  |                                                                  |
| I referent                                                                     | kpt. piech. Zygmunt Kazimierz Bałka                              | do II 1926                                                       | kierownik I referatu                                             |
| II referent                                                                    | kpt. piech. Edward Zegarski                                      | do II 1926                                                       | kierownik II referatu                                            |
| oficer instrukcyjny                                                            | kpt. piech. Stefan Tadeusz Halski                                | do 10 XI 1923                                                    | 2 psp                                                            |
| oficer instrukcyjny                                                            | kpt. piech. Marian Warmuzek                                      | od 10 XI 1923                                                    |                                                                  |
| oficer ewidencyjny na powiat jasielski                                         | urzędnik wojsk. XI rangi Jan Jursa                               | od 1 XII 1922                                                    |                                                                  |
| oficer ewidencyjny na powiat jasielski                                         | urzędnik wojsk. XI rangi Ferdynand Trapp                         | do IX 1923                                                       | OE Drohobycz PKU Stryj                                           |
| oficer ewidencyjny na powiat jasielski                                         | urzędnik wojsk. XI rangi / por. kanc. Adolf Bernatowicz          | IX 1923 – V 1925                                                 | OE Nisko PKU Nisko                                               |
| oficer ewidencyjny na powiat jasielski                                         | por. Michał Kłak                                                 | od V 1925                                                        |                                                                  |
| oficer ewidencyjny na powiat krośnieński                                       | wakat                                                            |                                                                  |                                                                  |
| oficer ewidencyjny na powiat sanocki                                           | urzędnik wojsk. XI rangi / por. Michał Kłak                      | 1923 – V 1925                                                    | OE Jasło                                                         |
| oficer ewidencyjny na powiat sanocki                                           | por. kanc. Bogumił Sikuła                                        | V 1925 – II 1926                                                 | referent                                                         |
| oficer ewidencyjny na powiat strzyżowski                                       | urzędnik wojsk. XI rangi Ignacy Palichowski                      |                                                                  |                                                                  |
| oficer ewidencyjny na powiat strzyżowski                                       | por. kanc. Wilhelm Handl                                         | do II 1925                                                       | OE Mielec PKU Rzeszów                                            |
| oficer ewidencyjny na powiat strzyżowski                                       | por. kanc. Marek Kleinfeld                                       | IV – V 1925                                                      | OE Mościska PKU Gródek Jagielloński                              |
| oficer ewidencyjny na powiat strzyżowski                                       | por. kanc. Piotr Nowosielski                                     | od V 1925                                                        |                                                                  |
| Obsada pozostałych stanowisk funkcyjnych PKU w latach 1926–1938                |                                                                  |                                                                  |                                                                  |
| kierownik I referatu administracji rezerw i zastępca komendanta                | kpt. piech. Zygmunt Kazimierz Bałka                              | II 1926 – II 1927                                                | komendant PKU                                                    |
| kierownik I referatu administracji rezerw i zastępca komendanta                | kpt. piech. Edward Zegarski                                      | X 1927 – IV 1928                                                 | dyspozycja dowódcy OK X                                          |
| kierownik I referatu administracji rezerw i zastępca komendanta                | kpt. gosp. Stanisław II Roszkowski                               | IV 1928 – IV 1929                                                | dyspozycja dowódcy OK X                                          |
| kierownik I referatu administracji rezerw i zastępca komendanta                | kpt. piech. Edward Lewiński                                      | był w 1932, do VI 1938                                           | kierownik I referatu KRU                                         |
| kierownik II referatu poborowego                                               | kpt. piech. Edward Zegarski                                      | II 1926 – X 1927                                                 | kierownik I referatu                                             |
| kierownik II referatu poborowego                                               | kpt. gosp. Stanisław II Roszkowski                               | X 1927 – IV 1928                                                 | kierownik I referatu                                             |
| kierownik II referatu poborowego                                               | kpt. gosp. Michał Pękala                                         | od IV 1928                                                       |                                                                  |
| kierownik II referatu poborowego                                               | por. piech. Karol Żarnowski                                      | był w 1932 i VI 1935                                             |                                                                  |
| referent inwalidzki                                                            | por. kanc. Ignacy Reszczyński                                    | do VII 1927                                                      |                                                                  |
| referent                                                                       | por. kanc. Bogumił Sikuła                                        | od II 1926                                                       |                                                                  |
| referent                                                                       | kpt. gosp. Stanisław II Roszkowski                               | III – X 1927                                                     | kierownik II referatu                                            |
| referent                                                                       | por. piech. Józef Sitarz                                         | od X 1927                                                        |                                                                  |
| Obsada pozostałych stanowisk funkcyjnych KRU w latach 1938–1939                |                                                                  |                                                                  |                                                                  |
| kierownik I referatu ewidencji                                                 | kpt. adm. (piech.) Edward Lewiński                               | był w III 1939                                                   |                                                                  |
| kierownik II referatu uzupełnień                                               | por. adm. (piech.) Ignacy Górski                                 | był w III 1939                                                   |                                                                  |